# Fornjot (satélite)

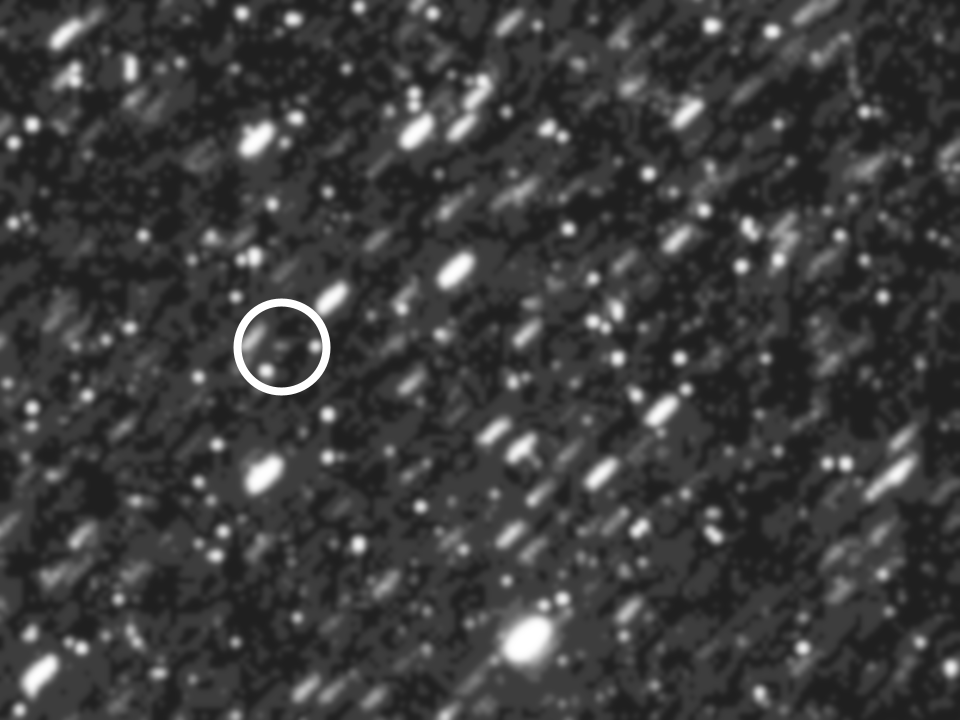
Foto de Fornjot tirada em 2014 pela sonda Cassini.

Fornjot, também conhecido como Saturno XLII, é um satélite natural de Saturno. Sua descoberta foi anunciada por Scott S. Sheppard, David C. Jewitt, Jan Kleyna, e Brian G. Marsden em 4 de maio de 2005, a partir de observações feitas entre 12 de dezembro de 2004 e 11 de março de 2005. Sua designação provisória foi S/2004 S 8.
Fornjot tem cerca de 6 km de diâmetro, e orbita Saturno a uma distância média de 23 609 000 km em 1 354 dias, com uma inclinação de 168° com a eclíptica (160° com o equador de Saturno) em uma direção retrógrada com uma excentricidade de 0,186.
Fornjot foi nomeado a partir de Fornjót, uma gigante da mitologia nórdica.